# Ziggo Dome
Ziggo Dome – wielofunkcyjna hala widowiskowo-sportowa położona niedalego Johan Cruyff ArenA w dzielnicy Amsterdam-Zuidoost w Amsterdamie, w Holandii, otwarta w 2012 roku. Może pomieścić 17 600 widzów, w tym 6300 na podłodze, a resztę na siedzeniach trzech trybun ją otaczających. Jej nazwa pochodzi od holenderskiego dostawcy telewizji kablowej Ziggo.

## Konstrukcja
Projekt hali został stworzony przez Bentem Crouwel Architekten. Chociaż nazwa Ziggo Dome odnosi się do kopuły, projekt nie składa się z okrągłych kształtów. Budynek ma kształt kwadratowej bryły; rozmiar to 90 na 90 metrów, a wysokość 30 metrów. Na zewnątrz Ziggo Dome, na czarnym tle, jest wyłożony 840 000 diodowy ekran LED, na którym można wyświetlać obrazy wideo. Budynek zaprojektowano z myślą o organizacji koncertów, ale można go wykorzystać na wiele sposobów, jak i również dostosować do zawodów tenisowych i korfballowych, basenu olimpijskiego lub lodowiska przy minimalnych modyfikacjach.

## Wydarzenia
Ziggo Dome od 2017 roku plasuje się za Madison Square Garden, SSE Hydro, Manchester Arena i The O2 jako piąta najczęściej używana hala koncertowa na świecie. W latach 2016–2019 finał Korfbal League, najwyższej ligi korfballowej w Holandii, odbywał się w Ziggo Dome. Wcześniej wydarzenie odbywało się ponad 30 lat w Rotterdam Ahoy. 18 maja i 12 listopada 2019 roku amerykańska federacja wrestlingu WWE zorganizowała dwa house show w Ziggo Dome, z których pierwszym był pokaz SmackDown Live House. W Ziggo Dome występowały takie gwiazdy jak: Adele, Anouk, Ariana Grande, Armin van Buuren, Beyoncé, Billie Eilish, Bruno Mars, BTS,Big time rush, Céline Dion, Cher, Chris Brown, Christina Aguilera, Depeche Mode, Dua Lipa, Ed Sheeran, Elton John, Enrique Iglesias, Halsey, Harry Styles, Iron Maiden, Jay Z, Justin Timberlake, Katy Perry, Kendrick Lamar, Lady Gaga, Little Mix, Madonna, Marco Borsato, Maroon 5, Metallica, Miley Cyrus, Melanie Martinez, Nicki Minaj, One Direction, P!nk, Red Hot Chili Peppers, Rihanna, Shawn Mendes, The Weeknd, U2 lub 5 Seconds of Summer.

## Galeria

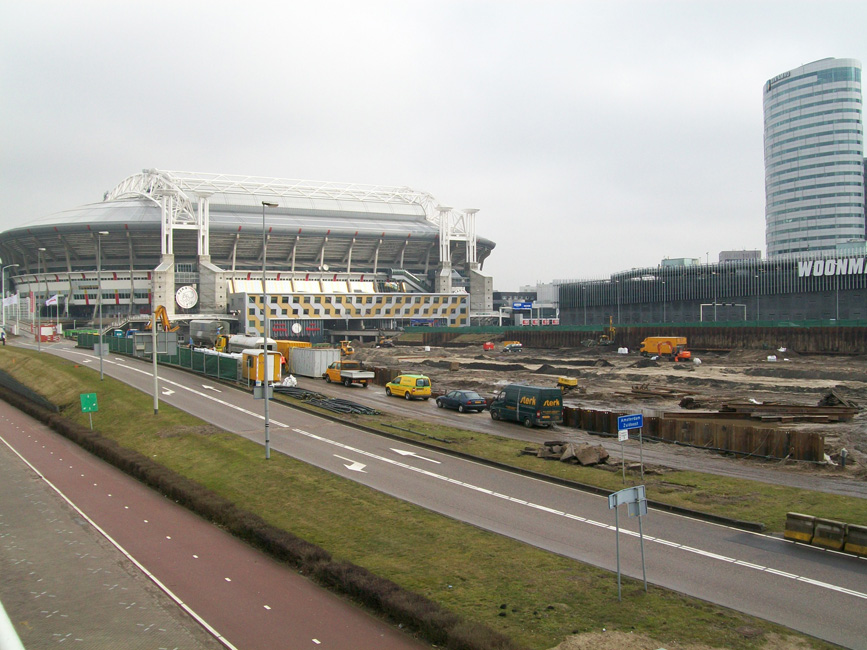
Lokalizacja Ziggo Dome przed rozpoczęciem konstrukcji, w tle stadion Ajaxu.
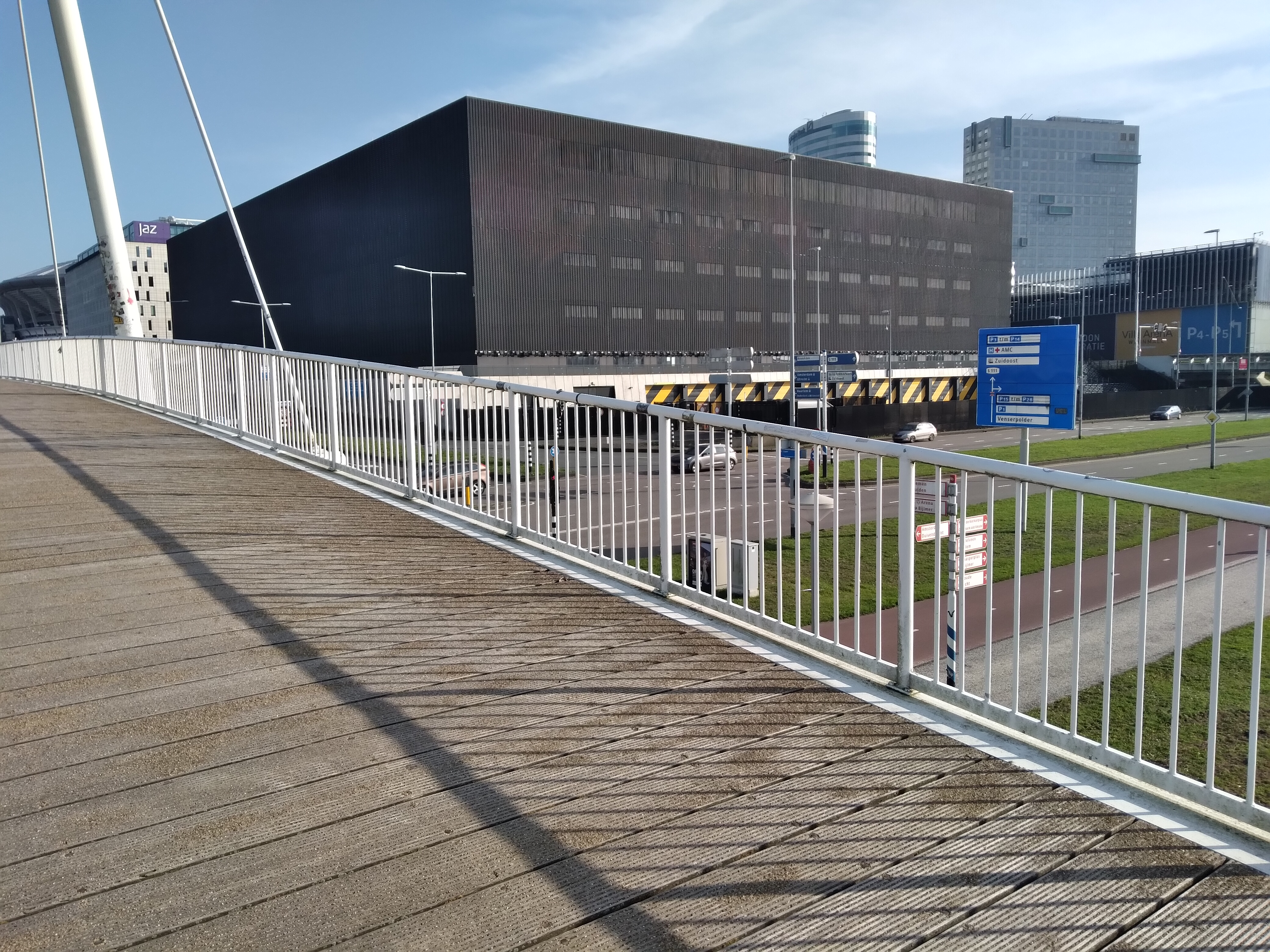
Ziggo Dome z wyłączonymi ekranami LED pokrywającymi ściany hali.
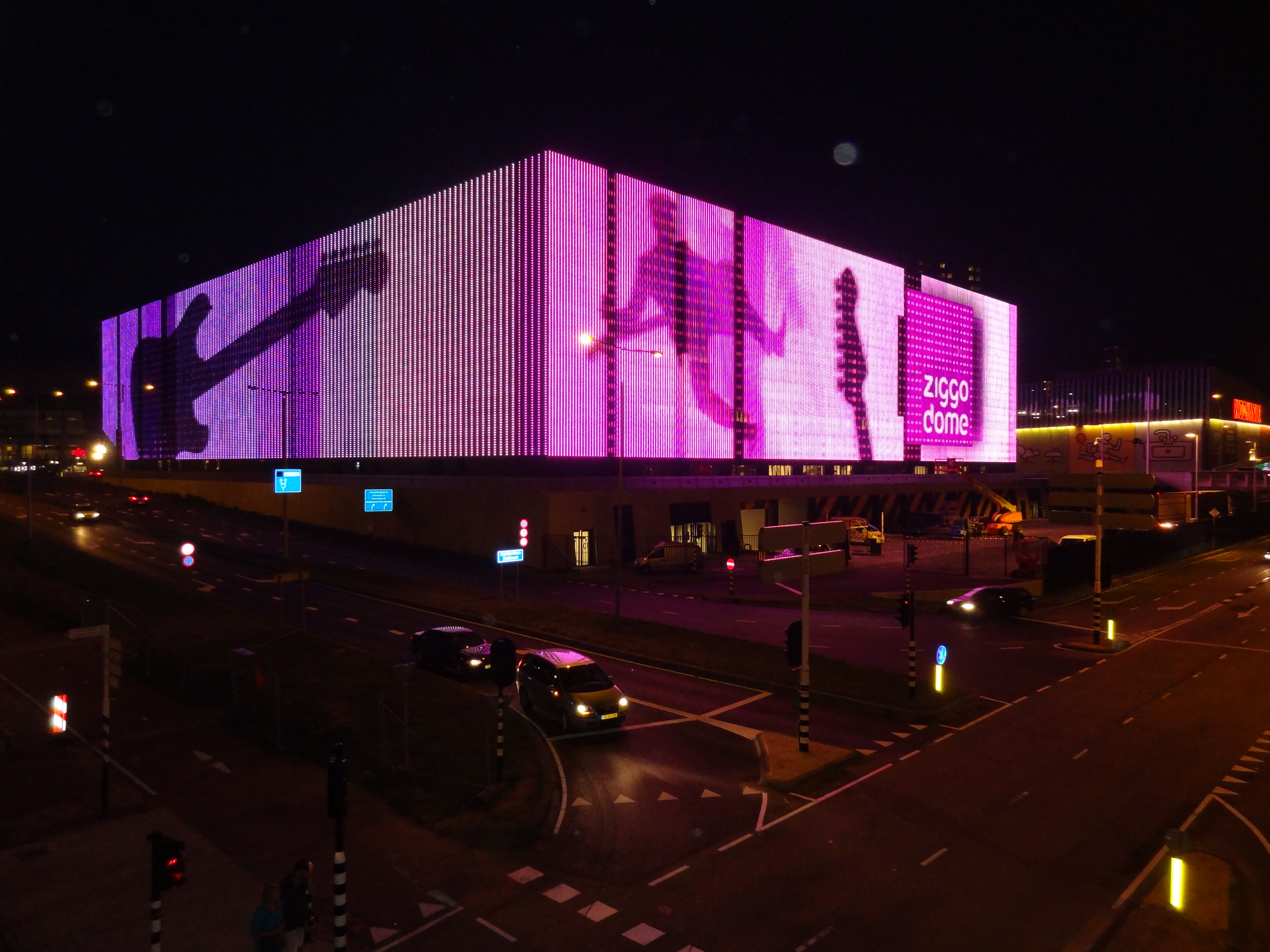
Ziggo Dome nocą z podświetlonymi ekranami LED.
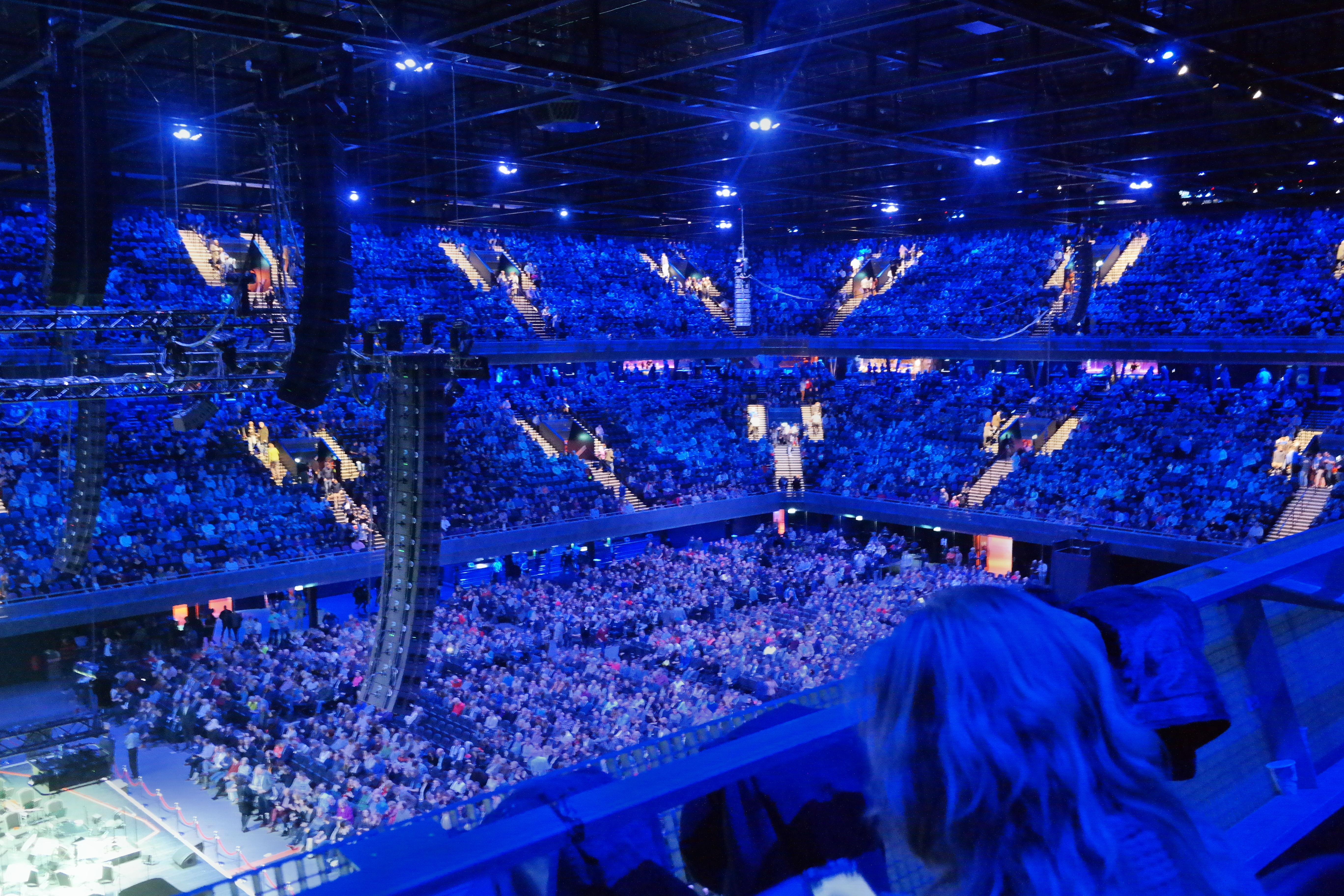
Wnętrze Ziggo Dome w 2015 roku.